# Barry Bostwick
Barry Knapp Bostwick (San Mateo, 24 de fevereiro de 1945) é um ator americano mais conhecido por seu papel de Brad Majors, no musical The Rocky Horror Picture Show.

## Filmografia
- The Rocky Horror Picture Show (1975) - Brad Majors
- Mega Force - O Esquadrão do Terror(1982) - Cmdr. Ace Hunter
- Uma Mulher de Fibra (1984) - Maj. Paul McGill
- Estranhas Irmãs (1985) - Grant Roberts
- Operação Cupido III(1989) - Jeffrey Wyatt
- Nas Asas da Paixão (1989) - Terrence 'Mac' McGuire
- Horas de Violência(1991) - Paul Plunk
- Perseguição na Rússia(1992) - Grant Ames
- A Noiva Assassina(1993)
- Um Morto Muito Louco 2(1993)
- Uma Só Vez na Vida(1994)
- Mistério Por Trás das Portas(1994)
- Metalbeast (1995)
- Spin City (1ª Temporada)(1996)
- Duro de Espiar(1996)
- Um Agente Muito Secreto (1996)
- Limpando a Barra (Spin City)(1996)
- Lexx(1997)
- Homens de Branco(1998)
- Sociedade Secreta 3(2003)
- Chesnut - O Herói do Central Park(2004)
- Coisas Que Eu Odeio Em Você (4ª Temporada)(2005)
- Ao Entardecer(2007)
- Alerta Final(2008)
- Supernatural (2009)
- Hannah Montana: O Filme(2009)
- Segredos da Montanha(2010)
- 2010: Moby Dick(2010)
- Um Cara que Mata Pessoas(2011)
- Teen Beach Movie(2013)